# Zoltán Sárosy
Zoltán Sárosy, né le 23 août 1906 à Budapest et mort le 19 juin 2017 à Toronto, est un joueur d'échecs canadien d'origine hongroise et maître international du jeu d'échecs par correspondance.

## Biographie
Zoltán Sárosy est né le 23 août 1906 à Budapest et s'installa en France en 1948 après la guerre, puis à Toronto au Canada.
Il obtint en 1986 le titre de maître international du jeu d'échecs par correspondance et remporta le championnat canadien d'échecs par correspondance à trois reprises.
En 2011, il fut considéré par USchess.org (le site de la Fédération américaine des échecs) comme le plus vieux sportif actif au monde.
En 2016, il attira l'attention en devenant l'un des très rares supercentenaires masculins, faisant de lui l'un des plus vieux hommes dont la date de naissance est attestée de façon fiable.
Il meurt le 19 juin 2017 à l'âge de 110 ans.